# Dwoje na drodze
Dwoje na drodze – film z 1967 w reżyserii Stanleya Donena opowiadający o dwunastoletnim związku architekta (Albert Finney) i jego żony (Audrey Hepburn).
Piosenka z filmu - Two for the Road została skomponowana przez Henry’ego Mancini ze słowami Leslie Bricusse (słowa piosenki nie są śpiewane w filmie). Mancini, który skomponował wiele znanych utworów filmowych w tym Moon River ze Śniadania u Tifffany'ego, uważał Two for the Road za swoją ulubioną piosenkę.
W filmie para głównych bohaterów podróżuje następującymi samochodami: MG TD, Mercedes-Benz klasy SL, Triumph Herald, Volkswagen Transporter oraz Ford Country Squire.

## Fabuła
Małżeństwo Joanna i Mark wybierają się na urlop do Francji. Jadą tam eleganckim mercedesem. Chwilę przed rozpoczęciem wakacji Mark zaczyna szukać swojego paszportu. Joanna, próbując uspokoić zdenerwowanego męża, zaczyna wspominać podobną sytuację, która wydarzyła się kilka lat temu. Wraz z nią przypomina sobie wyjątkowe chwile, które razem przeżyli. Jednak wraz z biegiem czasu w ich małżeństwie coraz częściej pojawiają się kłótnie. 

## Obsada
| Aktor               | Postać                                   |
| ------------------- | ---------------------------------------- |
| Audrey Hepburn      | Joanna 'Jo' Wallace                      |
| Albert Finney       | Mark Wallace                             |
| Eleanor Bron        | Cathy Maxwell-Manchester z domu Seligman |
| William Daniels     | Howard 'Howie' Maxwell-Manchester        |
| Gabrielle Middleton | Ruth 'Ruthie' Maxwell-Manchester         |
| Claude Dauphin      | Maurice Dalbret                          |
| Nadia Gray          | Françoise Dalbret                        |
| Georges Descrières  | David                                    |
| Jacqueline Bisset   | Jackie                                   |
| Judy Cornwell       | Pat                                      |
| Irène Hilda         | Yvonne de Florac                         |
| Leo Penn            | Morrie Goetz                             |
| Dominique Joos      | Sylvia Obino                             |
| Olga Georges-Picot  | Przyjaciółka Joanny                      |